# Сайкай
Сайкай (яп. 西海市 Сайкай-си) — город в Японии, находящийся в префектуре Нагасаки. Площадь города составляет 241,95 км², население — 29 344 человека (1 июля 2014), плотность населения — 121,28 чел./км².

## Географическое положение
Город расположен на острове Кюсю в префектуре Нагасаки региона Кюсю. С ним граничат города Нагасаки, Сасебо и посёлок Синкамигото.

## Население
Население города составляет 29 344 человека (1 июля 2014), а плотность — 121,28 чел./км². Изменение численности населения с 1980 по 2005 годы:
| 1980 | 41 064 чел. |  |
| 1985 | 39 670 чел. |  |
| 1990 | 37 610 чел. |  |
| 1995 | 36 327 чел. |  |
| 2000 | 35 288 чел. |  |
| 2005 | 33 680 чел. |  |

## Символика
Деревом города считается восковница красная, цветком — Lilium speciosum, птицей — Cettia diphone.